# کریستیان کویولا
کریستیان کویولا (فنلاندی: Kristian Kojola؛ زادهٔ ۱۲ سپتامبر ۱۹۸۶) بازیکن فوتبال اهل فنلاند است.
از باشگاه‌هایی که در آن بازی کرده‌است می‌توان به باشگاه فوتبال ماریهامن، باشگاه فوتبال یارو، باشگاه فوتبال هالشر، و باشگاه فوتبال تامپره یونایتد اشاره کرد.
وی همچنین در تیم ملی فوتبال فنلاند بازی کرده‌است.